# Daniel Krochmalnik

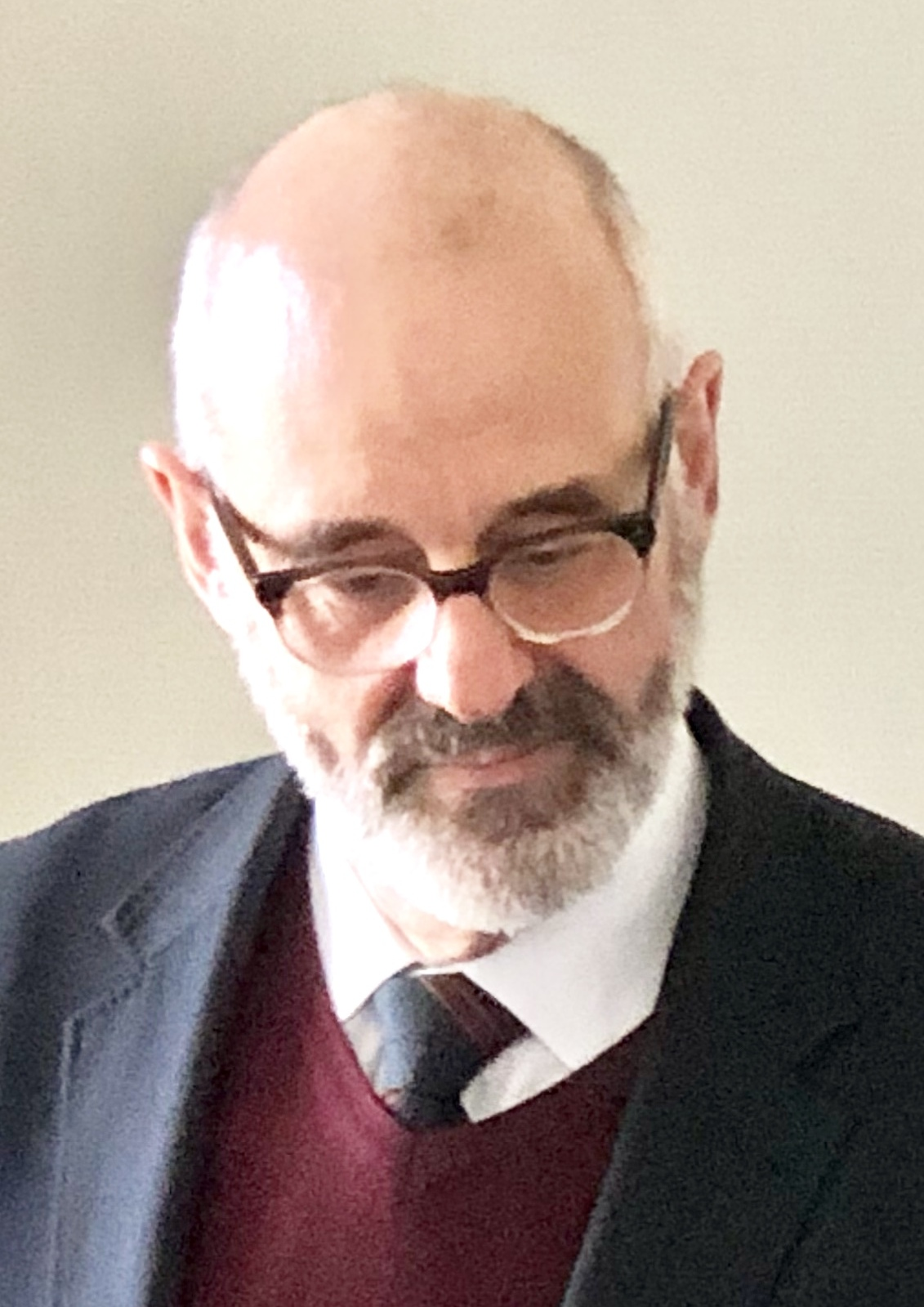

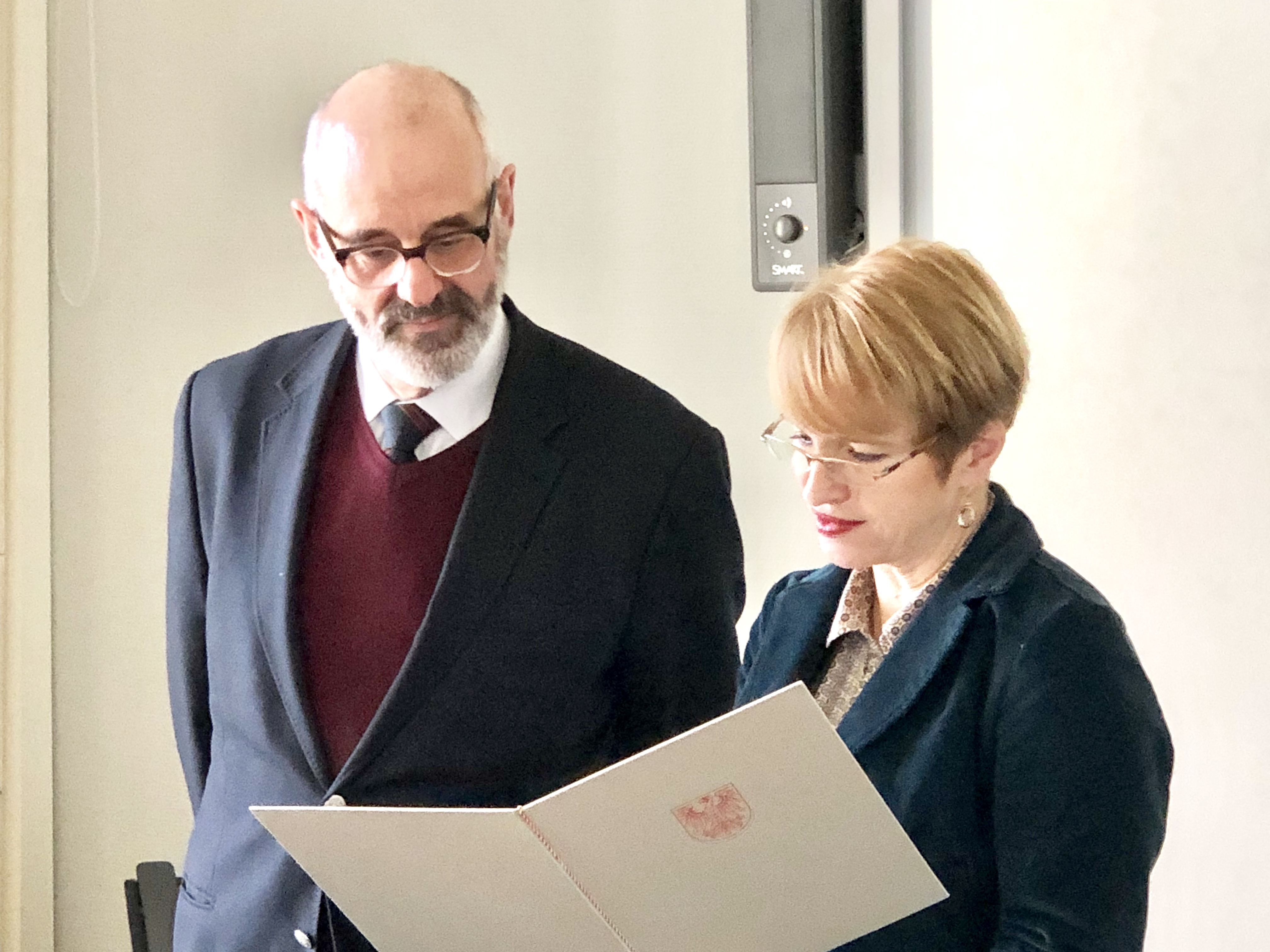
Ernennung zum Professor der Universität Potsdam durch Wissenschaftsministerin Martina Münch am 1. März 2018

Daniel Krochmalnik (* 19. April 1956 in München) ist ein deutscher Judaist, Religionspädagoge und Philosoph. Er ist seit 2018 Professor für Jüdische Religion und Philosophie an der School of Jewish Theology der Universität Potsdam. Die brandenburgische Wissenschaftsministerin Martina Münch ernannte ihn am 1. März 2018.
Davor lehrte er Jüdische Religionslehre, -pädagogik und -didaktik an der Hochschule für Jüdische Studien, Heidelberg, außerdem war er Privatdozent für Jüdische Philosophie an der Universität Heidelberg. Bekannt ist er als Autor und Moderator der Hörfunksendung Schalom des Landesverbandes der Israelitischen Kultusgemeinden in Bayern im Bayerischen Rundfunk. Zudem war er Erster Vorsitzender der Jüdischen Kultusgemeinde Heidelberg.

## Leben
Nach dem Besuch der École Maïmonide in Boulogne-Billancourt bei Paris (1966–1975) studierte Krochmalnik von 1976 bis 1981 Mathematik und Judaistik an der Ludwig-Maximilians-Universität und Philosophie an der Hochschule für Philosophie SJ in München. An dieser Hochschule wurde er 1981 mit einer Arbeit zu Spinoza zum Magister Artium, 1988 zum Doktor der Philosophie promoviert. 1990 wurde er als Wissenschaftlicher Mitarbeiter im Fach Jüdische Philosophie an der Hochschule für Jüdische Studien Heidelberg angestellt. Er habilitierte sich mit einer Arbeit über Moses Mendelssohn und erhielt 1999 die Venia Legendi für das Fach Jüdische Philosophie und Geistesgeschichte an der Ruprecht-Karls-Universität Heidelberg. Am dortigen Philosophischen Seminar ist er seit 1999 Privatdozent. Im selben Jahr wurde er zum außerordentlichen, 2003 zum ordentlichen Professor für moderne jüdische Philosophie und Geistesgeschichte und für jüdische Religionspädagogik an der Hochschule für Jüdische Studien ernannt.
Im Jahr 2009 wurde ihm durch die Fakultät für Katholische Theologie der Universität Bamberg die Ehrendoktorwürde verliehen.
In der Sexismus-Affäre am Potsdamer Abraham Geiger Kolleg erklärte auch Daniel Krochmalnik seinen Rücktritt vom Amt als geschäftsführender Direktor der School of Jewish Theology (Universität Potsdam), das er ab Oktober 2020 innehatte, nachdem der stellvertretende Direktor der School of Jewish Theology und Rektor des Abraham Geiger Kollegs, Walter Homolka erklärt hatte, alle seine Ämter ruhen zu lassen.

## Arbeitsgebiete
Krochmalnik arbeitet vor allem zum rabbinischen Denken (etwa Raschi, Nachman Krochmal) und zur jüdischen Philosophie, insbesondere zur jüdischen Aufklärung, er ist unter anderem Mitherausgeber der Gesammelten Schriften Moses Mendelssohns. Zugleich vertritt er die jüdische Religionspädagogik und -didaktik und bildet Lehramtskandidaten für Jüdische Religionslehre aus.

## Schriften (Auswahl)
- (Hrsg., mit Johannes Heil): Jüdische Studien als Disziplin – die Disziplinen der Jüdischen Studien. Festschrift der Hochschule für Jüdische Studien Heidelberg 1979–2009 (= Schriften der Hochschule für Jüdische Studien Heidelberg. Band 13). Winter, Heidelberg 2010, ISBN 978-3-8253-5687-3.
- (Hrsg., mit Bernd Schröder, Harry Harun Behr): Was ist ein guter Religionslehrer? Antworten von Juden, Christen und Muslimen (= Religionspädagogische Gespräche zwischen Juden, Christen und Muslimen. Band 1). Frank & Timme, Berlin 2009, ISBN 978-3-86596-231-7.
- (Hrsg.): Raschi und sein Erbe. Internationale Tagung der Hochschule für Jüdische Studien mit der Stadt Worms (= Schriften der Hochschule für Jüdische Studien Heidelberg. Band 10). Winter, Heidelberg 2007, ISBN 978-3-8253-5396-4.
- Im Garten der Schrift. Wie Juden die Bibel lesen. Sankt Ulrich Verlag, Regensburg 2006, ISBN 3-936484-67-8.
- Das Siegel Gottes. Der Wahrheitsbegriff in Bibel, Talmud, Kabbala, Chassidismus und jüdischer Religionsphilosophie. In: Markus Enders (Hrsg.): Jahrbuch für Religionsphilosophie. ISSN 1619-9588, Band 4. Vittorio Klostermann Verlag, Frankfurt a. M. 2005, ISBN 3-465-03393-0.
- ‚Ist auch Kohelet unter den Philosophen?‘ In: Daniel Krochmalnik, Magdalena Schultz (Hrsg.): Ma-Tow Chelkenu. Wie gut ist unser Anteil. Gedenkschrift für Jehuda Radday (= Schriften der Hochschule für Jüdische Studien Heidelberg. Band 6). Winter-Verlag, Heidelberg 2004, ISBN 3-8253-1658-0, S. 87–104.
- Die jüdische Freiheitsstatue. Zum Bildprogramm der Großen Menora von Benno Elkan. In: Michael Graetz (Hrsg.): Ein Leben für die jüdische Kunst. Gedenkband für Hannelore Künzl (= Schriften der Hochschule für Jüdische Studien Heidelberg. Band 10). Carl-Winter-Verlag, Heidelberg 2003, ISBN 3-8253-5396-6, S. 215–233.
- R. Nachman Krochmal (gen. RaNaK) (1785–1840). In: Andreas B. Kilcher, Otfried Fraisse (Hrsg.): Metzler-Lexikon jüdischer Philosophen. Philosophisches Denken des Judentums von der Antike bis zur Gegenwart. Metzler, Stuttgart/Weimar 2003, ISBN 3-476-01707-9, S. 210–214.
- Schriftauslegung – Die Bücher Levitikus, Numeri, Deuteronomium im Judentum (= Neuer Stuttgarter Kommentar. Altes Testament. Hrsg. von Christoph Dohmen. Band 33.5). Verlag Katholisches Bibelwerk, Stuttgart 2003, ISBN 3-460-07335-7.
- Schriftauslegung – Das Buch Genesis im Judentum (= Neuer Stuttgarter Kommentar. Altes Testament. Hrsg. von Christoph Dohmen. Band 33.1). Verlag Katholisches Bibelwerk, Stuttgart 2001, ISBN 3-460-07331-4.
- Schriftauslegung – Das Buch Exodus im Judentum (= Neuer Stuttgarter Kommentar. Altes Testament. Hrsg. von Christoph Dohmen. Band 33.3). Verlag Katholisches Bibelwerk, Stuttgart 2000, ISBN 3-460-07333-0.
- mit Werner Stegmaier: Jüdischer Nietzscheanismus (= Monographien und Texte zur Nietzsche-Forschung. ISSN 1862-1260, Band 36). Walter de Gruyter, Berlin/New York 1997, ISBN 3-11-015361-0 (Vorschau in der Google-Buchsuche).